# ECI
株式会社ECI (ECI, Inc.) は、日本のバイオベンチャー。
東京大学名誉教授の金ヶ崎士朗が、自らの研究成果をもとに「創薬プラットフォーム企業」として設立した。ヒトの細胞機能の解析に基づく癌や炎症性疾患などの医薬品や治療法を開発を目指し、細胞機能解析装置などを販売した。
名古屋証券取引所セントレックスに株式上場していたが、上場廃止基準に抵触(有価証券報告書の提出遅延)したため、2012年11月に上場廃止となっている。

## 沿革
- 1999年6月 - 癌およびアレルギーなどに対する新薬の開発を目的として、株式会社エフェクター細胞研究所を東京都港区に設立[1][2][3]
- 2001年7月 - TAXIScanテクノロジーに関する基盤発明を特許出願[3]
- 2002年2月 - 細胞走化性制御法に関する基盤発明を共同で特許出願（動脈硬化等に関する新規創薬ターゲット）[3]
- 2002年10月 - 癌免疫療法の発明を共同で特許出願[3]
- 2005年3月29日 - 名古屋証券取引所セントレックス市場に株式公開[3]
- 2008年8月 - 株式会社ECIへ商号変更[2][3]
- 2009年6月 - 癌治療薬ECI301の米国食品医薬品局(FDA)への新薬治験開始届(IND)申請承認[3]
- 2012年11月1日 - 上場廃止[4]